# Atis Kronvalds
Atis Kronvalds (Bunka, 1837 – Vecpiebalga, 1875) è stato un letterato lettone.
Insegnante a Vecpiebalga, aderì al movimento dei giovani Lettoni e fu autore di Aspirazioni nazionali (1872), che propugnava l'indipendenza della Lettonia (raggiunta solo nel 1918 e persa poi nel 1940).